# ГЕС Sultartangi
ГЕС Sultartangi — гідроелектростанція на південному заході Ісландії. Входить до складу каскаду у сточищі річки Тйоурсау (Þjórsá), в якому знаходиться між ГЕС Búðarháls (на Тунґнаа, що є лівою притокою Тйоурсау) та ГЕС Búrfell (на самій Тйоурсау).
Для роботи станції Sultartangi, введеної в експлуатацію у 1999 році, на Тйоурсау спорудили кам'яно-накидну греблю висотою 23 метри та довжиною 6100 метрів, яка утворила водосховище Sultartangalón площею поверхні 20 км2 та об'ємом 109 млн м3. Окрім Тйоурсау сюди впадає її найбільший лівий приток Тунгнаа, у сточищі якого станом на середину 2010-х років працюють чотири верхні станції каскаду.
Від Sultartangalón через розташовану на правобережжі Тйоурсау гору Sandafell прокладено дериваційний тунель довжиною 3,4 км. Він завершується верхнім вирівнювальним резервуаром, з'єднаним з машинним залом двома напірними водоводами. Зал обладнаний двома турбінами типу Френсіс потужністю по 60 МВт, що при напорі 44,6 метра забезпечують виробництво біля 1 млрд кВт-год електроенергії на рік.
Відпрацьована вода по відвідному каналу довжиною 7 км потрапляє в Тйоурсау за кілька сотень метрів від греблі наступної станції каскаду ГЕС Búrfell.